# 감곡면 (음성군)
감곡면(甘谷面)은 대한민국 충청북도 음성군의 면이다. 음성군의 북단에 위치하며, 북쪽으로는 경기도 여주시, 남쪽으로는 음성군 생극면, 동쪽으로는 충주시와 맞닿아 있으며, 서쪽으로는 청미천을 경계로 경기도 이천시 장호원읍과 인접해 있다.

## 행정 구역
- 문촌리(文村里) : 1~5리
- 사곡리(沙谷里) : 1~2리
- 상우리(上隅里) : 1~3리
- 상평리(桑坪里) : 1~2리
- 단평리(丹坪里) : 1~2리
- 영산리(嶺山里) : 1~2리
- 오궁리(梧弓里)
- 오향리(梧杏里) : 1~10리
- 왕장리(旺場里) : 1~5리
- 원당리(元堂里) : 1~3리
- 월정리(月亭里)
- 주천리(舟川里) : 1~2리

## 주요기관
교육기관
- 초등학교
  - 감곡초등학교
  - 원당초등학교
  - 오갑초등학교
- 중학교
  - 감곡중학교
  - 매괴여자중학교
- 고등학교
  - 매괴고등학교
- 대학교
  - 극동대학교
  - 강동대학교

의료기관
- 음성군보건소 감곡보건지소
  - 오궁보건진료소
  - 상평보건진료소

관광
- 감곡성당 매괴박물관
- 철 박물관
- 음성기록역사관

문화유적
- 감곡성당
- 음성 공산정고가